# The Age
The Age est un quotidien australien édité à Melbourne.
Le journal est publié par The Age Company Ltd, filiale du groupe de presse John Fairfax Holdings Limited qui édite également le Sydney Morning Herald, le Canberra Times, l'Australian Financial Review et le néozélandais Dominion Post.
Son seul concurrent à Melbourne est le Herald Sun de Rupert Murdoch.

## Ligne éditoriale
Le journal a une orientation qualifiée de centriste, parfois plutôt sociale-démocrate, pro-libre-échange et modérément libéral sur les questions sociales. Pour l'encyclopædia Britannica, « il s'est fait connaître pour son ton sérieux et son orientation libérale ».  Il publie notamment des articles du quotidien de gauche britannique The Guardian mais également des éditoriaux de personnalités conservatrices telles que Gerard Henderson. Il a été quelquefois surnommé ironiquement par des journaux concurrents « The Spencer Street Soviet », un clin d'oeil également à l'époque où la rédaction était située dans un bâtiment fatigué en briques brunes,  (The Age est localisé 250 Spencer Street à Melbourne depuis 1969).

## Diffusion
The Age est considéré comme un journal de référence pour l'Australie et est connu pour ses reportages d'investigation. Ses journalistes ont remporté des dizaines de Walkley Awards, le prix de journalisme le plus prestigieux d'Australie. Le Courrier international le qualifie ainsi : « Très australo-australien, plutôt culturel, il s’aventure parfois sur le terrain international ». L'encyclopædia Britannica indique : « il offre l'une des meilleures couvertures de l'actualité du pays » et « est très apprécié pour son souci d'exactitude. ». Le journal subit pour autant une légère érosion de ses ventes, qui peut sans doute s'expliquer par l'érosion du lectorat de presse sur les supports papiers, malgré l'existence d'un site internet. En mars 2020, The Age comptait 5,4 millions de lecteurs par mois. En septembre 2024, il n'en comptait plus que 4,55 millions.

## Historique
La première édition du journal est datée de 1854. Il est fondé par trois hommes d'affaires de Melbourne : les frères John et Henry Cooke (arrivés de Nouvelle-Zélande dans les années 1840) et Walter Powell. Il est créé à l'origine comme un hebdomadaire de huit pages. L'entreprise n'est pas couronnée de succès. En 1856, il est vendu à Ebenezer et David Sym, hommes d'affaires d'origine écossaise et devient un quotidien.